# Rambla del Juncaret

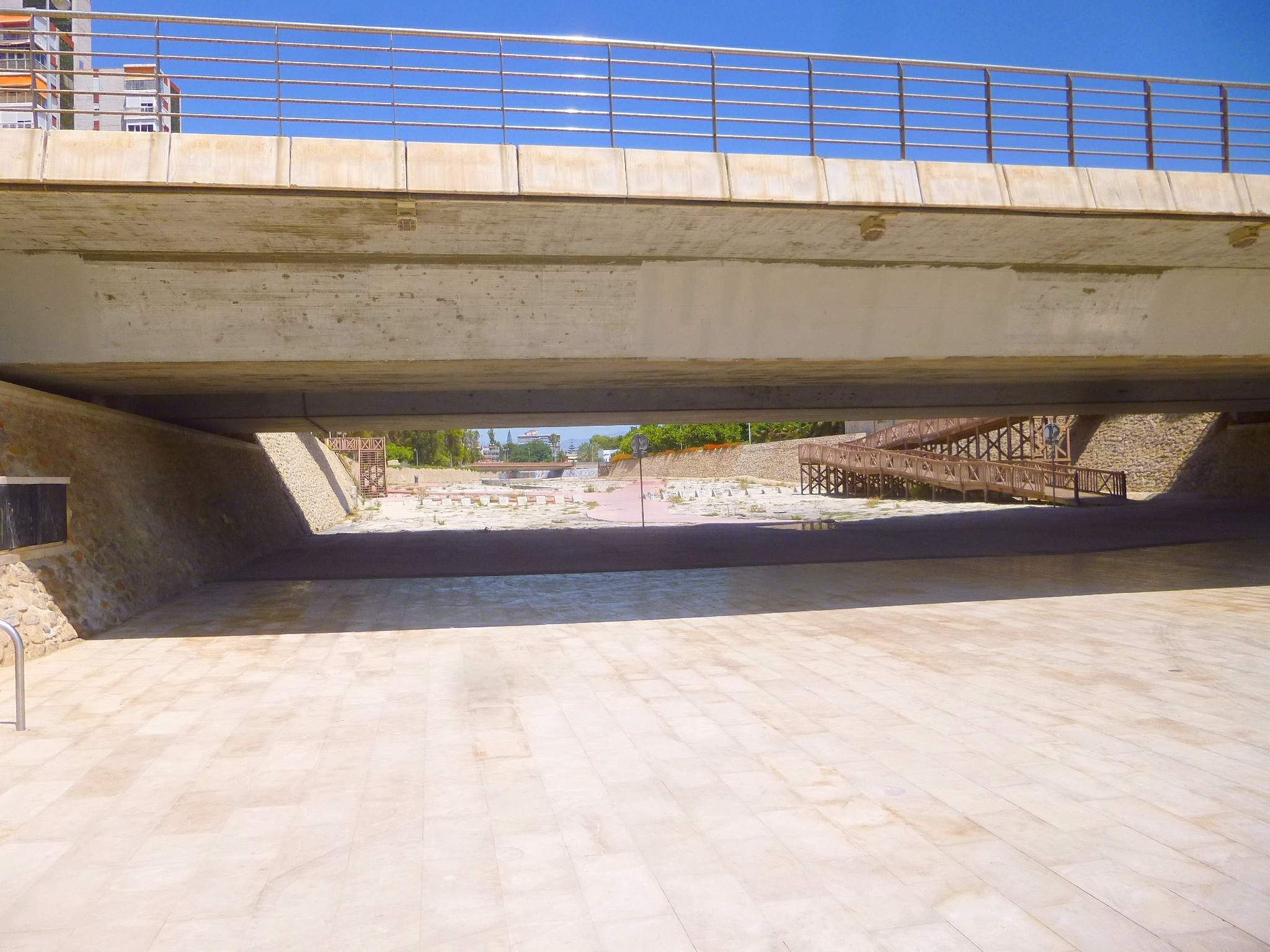
Desembocadura de la Rambla del Juncaret a la platja de l'Albufereta.

La rambla del Juncaret o barranc del Juncaret és un curs d'aigua de la província d'Alacant que desemboca les seues aigües a la platja de l'Albufereta de la ciutat d'Alacant. Naix als voltants de la Lloma Redona, al terme de Mutxamel, i en ella desemboca un ramal anomenat rambla d'Orgègia, que recull les aigües de les Llomes del Garbinet.
Totes dues rambles van ser canalitzades el 2005, després de diversos desbordament de la rambla les dècades anteriors, i encara que es va fer amb un llit de formigó no impedeix el creixement de vegetació (com palmeres) que han de ser periòdicament eliminades.